# Justyna Sobolewska

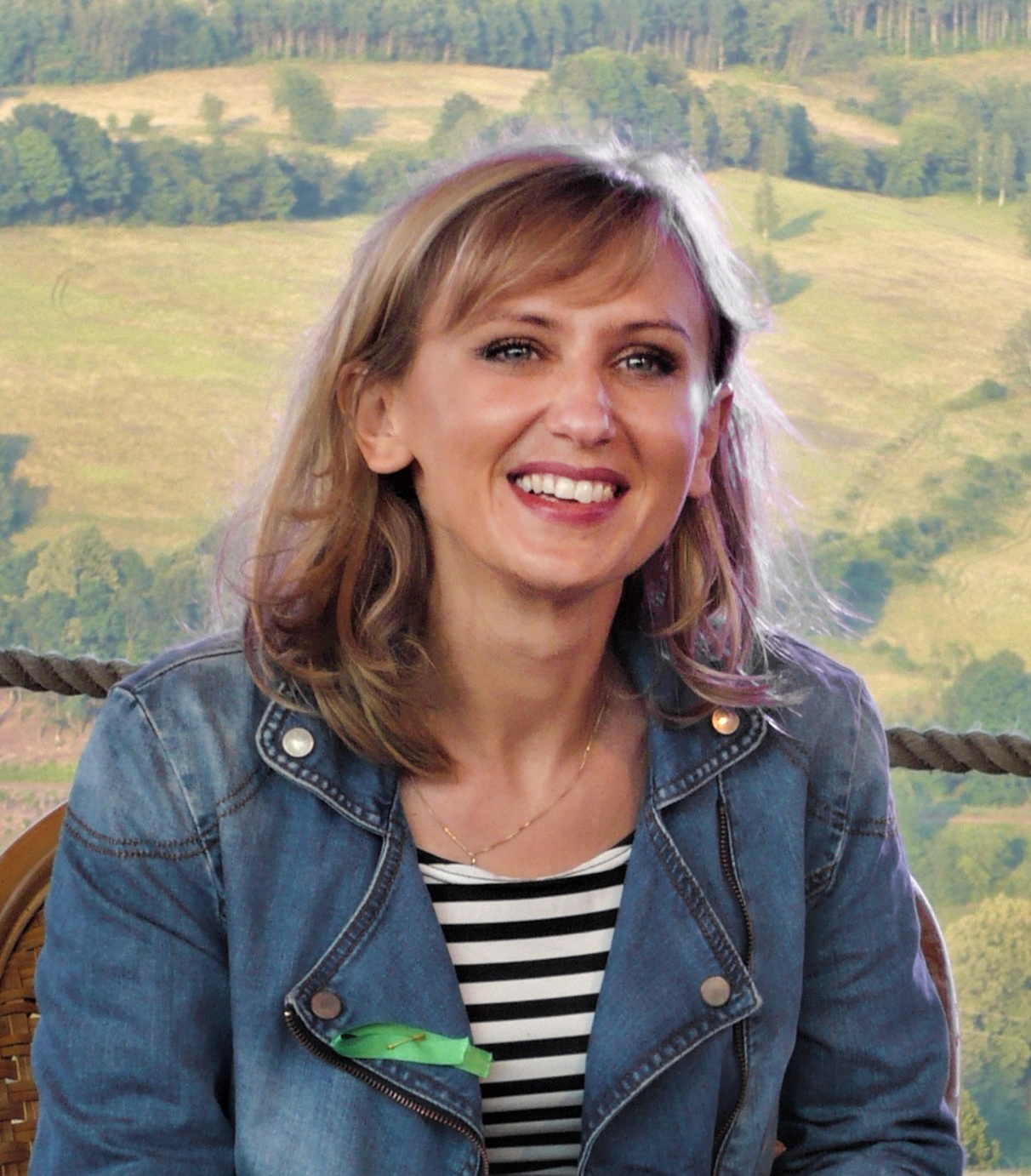
Justyna Sobolewska (2017)

Justyna Sobolewska (* 1972) ist eine polnische Journalistin und Literaturkritikerin.

## Leben
Sobolewska absolvierte ihr Studium der Polonistik an der Universität Warschau. Sie arbeitete für die Zeitschrift Przekrój und die Zeitung Dziennik. Gegenwärtig (2018) ist sie Journalistin der Zeitschrift Polityka. Von 2007 bis 2017 war sie regelmäßiger Gast der Sendung Tygodnik Kulturalny auf TVP Kultura. Seit 2008 ist sie Jurymitglied des Breslauer Lyrikpreises Silesius. Daneben war sie von 2008 bis 2016 Jurymitglied des Mitteleuropäischen Literaturpreises Angelus. Seit September 2009 führt sie den Literaturblog Oczytany. 2015 moderierte sie mit Wojciech Bonowicz die Literatursendung Poeci im TVP Kultura. Seit 2016 ist sie Jurorin des Witold-Gombrowicz-Literaturpreises.
Sie lebt in Warschau.

## Publikationen
- Mitautorin von Jestem mamą, 2004
- Książka o czytaniu, czyli resztę dopisz sam, 2012; 2., erw. Aufl. 2016
  - Übersetzung ins Ukrainische: Книжка про читання, 2014, übersetzt von Andrij Bondar